# Ефимия Кривошеева
Ефимия Петровна Кривошеева (на руски: Кривоше́ева Ефи́мия Петро́вна) е народна разказвачка, пионерка на мордовското разказвателно изкуство.

## Биография
Родена е на 1 юни 1867 г. в село Тарасовка, днес в района на Камешкирския район, Пензенска област в многодетното семейство на селянина Пьотър Фьодорович Адамов. По националност е ерзянка, етническа група, част от мордовците. Не получава образование. Работи като наемна работничка и изпълнява тежка работа. Многодетното семейство Кривошееви живее бедно. За да облекчи тежкото си положение Ефимия събира песни и ги пее пред приятели и роднини. Като девойка пее добре, а след това има репутацията на умела изпълнителка на ритуален и неритуален фолклор.
Откритието на творческия талант на Ефимия Кривошеева принадлежи на сина ѝ Илия Кривошеев, който през 1922 г. записва произведенията, които изпълнява.. Широка известност името Кривошеева получава след публикуването през 1936 г. във вестник „Правда“ произведения „Лайшема Кировдо“ (на ерзянски: „Плач о Кирове“). Широко известни са нейните граждански приказки-поеми: „Одов чачсь, миресь – масторось“ и „Эсь эрямодон“. Умира на 24 юни 1936 г. в град Саранск. През 2014 г. в Саранск в къщата на сина ѝ №16 на улица Мокшанска, където Ефимия Кривошеева изкарва последните години от живота си, е открита мемориална плоча.